# Bajanivka, Prîlukî
Bajanivka (în ucraineană Бажанівка) este un sat în comuna Biloriciîțea din raionul Prîlukî, regiunea Cernihiv, Ucraina.

## Demografie
Componența lingvistică a localității Bajanivka
     Ucraineană (99,26%)
     Alte limbi (0,74%)
Conform recensământului din 2001, majoritatea populației localității Bajanivka era vorbitoare de ucraineană (99,26%), existând în minoritate și vorbitori de alte limbi.